# Гылыбов, Теодор
Теодор (Тодор) Христов Гылыбов (болг. Теодор (Тодор) Христов Гълъбов; 24 февраля 1870, Стамбул — 4 марта 1935, София) — болгарский стенограф, разработчик теории и методики болгарской стенографии. Под его руководством была создана стандартная болгарская клавиатура для пишущих машинок. Начальник стенографии Народного собрания Болгарии, преподаватель историко-филологического факультета Софийского университета.

## Биография
Родился 25 февраля 1870 года в Стамбуле. Окончил в 1885 году гимназию в Калофере. После получения высшего образования работал стенографом. В 1899—1924 годах — начальник стенографического бюро и стенографического отделения при Народном собрании Болгарии. Читал лекции по стенографии в Свободном университете. Председатель экзаменационной комиссии при Министерстве народного просвещения, принимавшей экзамены у учителей по стенографии. Инициатор основания Болгарского стенографического института, директором которого был назначен. Председатель болгарских стенографических обществ «Габелсбергер» и «Бързопис». Почётный член Испанской стенографической федерации с 1907 года, почётный член Международного стенографического общества «Габельсбергер» (нем. Gabelsberger). С 13 марта 1923 года по 1927 годы — доцент стенографии (запись речей, история стенографии и методика стенографии) на историко-филологическом факультете Софийского университета.
В 1893 и 1906—1907 годах Гылыбов был редактором и одним из авторов журнала «Бързопис». В 1903 году был одним из создателей «Руководства по общему болгарскому стенографическому правописанию» (болг. Упътване за общ български стенографски правопис), выпущенным Министерством образования и науки Болгарии. В 1924—1926 годах — сотрудник журнала «Стенографско списание». В 1933 году сотрудничал с «Бюллетенем Болгарского стенографического института» (болг. Бюлетин на Българския стенографски институт). Автор книги «Первое стенографическое руководство» (болг. Първа стенографна читанка).
Гылыбов также известен как разработчик стандартной болгарской клавиатуры для пишущих машинок, которая иногда называется не уступающей в плане эргономичности клавиатуре Дворака. Разработка этой клавиатуры датируется 1907 годом: Гылыбов, проанализировав 10 тысяч слов из болгарского языка на предмет частотности букв, разработал болгарскую клавиатуру для десятипальцевого набора, которая стала стандартом в Болгарии (БДС).
```
ы у е и ш щ к с д з ц
я а о ж г ь т н в м ч
ю й ъ э ф х п р л б
```

Благодаря этой клавиатуре болгары регулярно выигрывали международные соревнования по машинописи, печатая со скоростью более 1000 знаков в минуту.
Умер 4 марта 1935 года в Софии. 23 марта 2017 года именем Теодора Галабова был назван хребет на Земле Александра I в Антарктиде.